# Pamela Jelimo
Pamela Jelimo (Kabirisang, 5 dicembre 1989) è una mezzofondista keniota, specializzata negli 800 metri piani, disciplina della quale è stata campionessa olimpica a Pechino 2008.

## Biografia
Ha vinto la medaglia d'oro ai Giochi olimpici del 2008 a Pechino. È stata la prima donna keniota a vincere una medaglia d'oro olimpica ed anche la prima keniota a vincere il jackpot nella Golden League.
È la detentrice sia del record mondiale under 20 sugli 800 m piani che del record africano assoluto sulla medesima distanza. La Jelimo è anche una delle donne più giovani ad avere conquistato una medaglia d'oro olimpica, avendo vinto all'età di 18 anni.
Jelimo ha sposato, verso la fine del 2007, Peter Kiprotich Murrey, anch'egli specialista degli 800 metri. Non potendo permettersi economicamente un matrimonio in grande stile, hanno preferito una semplice cerimonia civile. Il matrimonio non venne pubblicizzato se non prima del dicembre 2008.

## Record africani

### Seniores
- 800 metri piani: 1'54"01 ( Zurigo, 29 agosto 2008)

## Progressione

### 800 metri piani
| Stagione | Risultato | Luogo          | Data      | Rank. Mond. |
| -------- | --------- | -------------- | --------- | ----------- |
| 2012     | 1'56"76   | Heusden-Zolder | 7-7-2012  | 3ª          |
| 2011     | 2'09"12   | Eugene         | 4-6-2011  |             |
| 2010     | 2'01"52   | Taegu          | 19-5-2010 | 74ª         |
| 2009     | 1'59"49   | Nairobi        | 25-7-2009 | 22ª         |
| 2008     | 1'54"01   | Zurigo         | 29-8-2008 | 1ª          |

## Palmarès

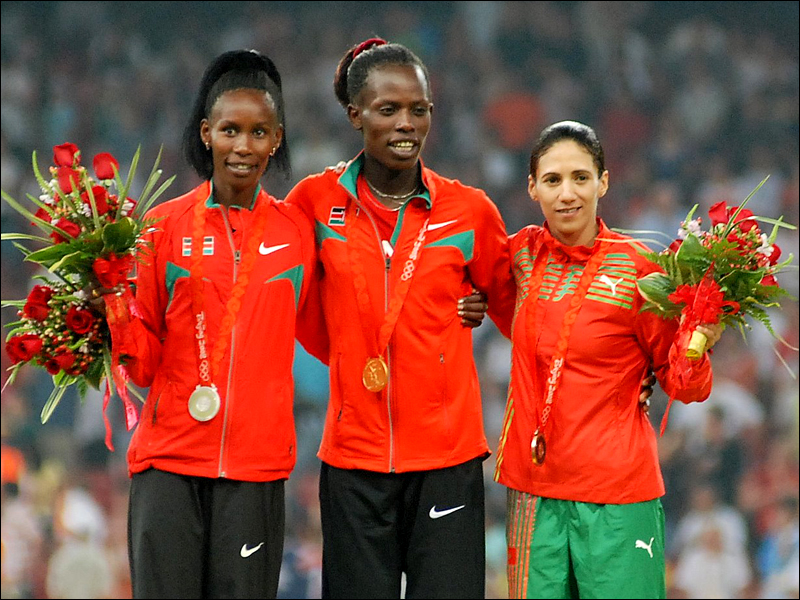
Pamela Jelimo (al centro) sul podio degli 800 m piani ai Giochi olimpici di

.
| Anno | Manifestazione               | Sede        | Evento      | Risultato  | Prestazione | Note                                    |
| ---- | ---------------------------- | ----------- | ----------- | ---------- | ----------- | --------------------------------------- |
| 2007 | Campionati africani juniores | Ouagadougou | 200 m piani | Bronzo     | 24"68       | Miglior prestazione personale           |
| 2007 | Campionati africani juniores | Ouagadougou | 400 m piani | Oro        | 54"93       |                                         |
| 2008 | Campionati africani          | Addis Abeba | 800 m piani | Oro        | 1'58"70     |                                         |
| 2008 | Campionati africani          | Addis Abeba | 4×400 m     | Argento    | 3'37"67     |                                         |
| 2008 | Giochi olimpici              | Pechino     | 800 m piani | Oro        | 1'54"87     | Miglior prestazione mondiale under 20   |
| 2009 | Mondiali                     | Berlino     | 800 m piani | Semifinale | dnf         |                                         |
| 2012 | Mondiali indoor              | Istanbul    | 800 m piani | Oro        | 1'58"83     | Miglior prestazione mondiale stagionale |
| 2012 | Giochi olimpici              | Londra      | 800 m piani | Bronzo     | 1'57"59     |                                         |

## Altre competizioni internazionali
2008
- Oro alla World Athletics Final ( Stoccarda), 800 m piani - 1'56"23

2012
- Vincitrice della Diamond League nella specialità degli 800 m piani (16 punti)

## Riconoscimenti
- Atleta mondiale emergente dell'anno (2008)